# I′m Eighteen
I′m Eighteen – piosenka rockowa zespołu Alice Cooper, wydana w 1970 roku jako singel promujący album Love It to Death.

## Powstanie i treść
Piosenka powstała latem 1970 roku w akademiku w Cincinnati. Pomysłodawcą piosenki był gitarzysta Michael Bruce. Na jego prośbę zorganizowano organy Farfisa. Następnie Bruce stworzył charakterystyczne intro. W warstwie tekstowej zespół zdecydował się napisać piosenkę o dorastaniu w Stanach Zjednoczonych w latach 60. Był to okres charakteryzujący się tym, że w wieku 18 lat w wielu stanach nie wolno było głosować ani pić napojów alkoholowych, ale można było zostać powołanym do wojska, aby uczestniczyć w wojnie w Wietnamie.
Pierwotnie piosenka trwała osiem minut, nie mając przez to potencjału komercyjnego. Członkowie zespołu zostali zobligowani przez wydawcę Warner Bros. Records do nagrania demo. W tym celu współpracę z grupą nawiązał producent Bob Ezrin, przy pomocy którego piosenkę dopracowano i skrócono do trzech minut. Mimo sprzeciwów zespołu Ezrin m.in. poprosił o dodanie pianina do linii basu.

## Wydanie i odbiór
W Stanach Zjednoczonych piosenka została wydana na singlu jako „Eighteen” w listopadzie 1970 roku. Utwór był często odtwarzany w stacji radiowej CKLW, spotkał się także z żywiołową reakcją fanów podczas koncertów.
Piosenka była notowana na kanadyjskiej liście przebojów (7 miejsce). Zajęła także 21 pozycję na liście Hot 100.
W 2010 roku piosenka zajęła 487. miejsce na liście 500 utworów wszech czasów magazynu „Rolling Stone”.

## Covery i wykorzystanie
Covery utworu nagrali m.in. Anthrax w 1984 roku, ApologetiX w 2009 roku, a także Creed na potrzeby filmu Oni. W 1998 roku zespół Kiss został posądzony o to, że ich piosenka „Dreamin'” z albumu Psycho Circus zbytnio przypomina „I′m Eighteen”. Rok później sąd rozstrzygnął sprawę na korzyść Alice'a Coopera.

## Wykonawcy
Źródło: WhoSampled
- Alice Cooper – wokal
- Michael Bruce – gitara, instrumenty klawiszowe, wokal wspierający
- Glen Buxton – gitara
- Dennis Dunaway – gitara basowa, wokal wspierający
- Neal Smith – perkusja, wokal wspierający